# Código de la Democracia
La Ley Orgánica Electoral y de Organizaciones Políticas de la República del Ecuador, más conocida como Código de la Democracia, es una ley orgánica que rige sobre el sistema electoral, el manejo financiero de partidos y movimientos políticos, el desarrollo de procesos electorales, y –en general– la organización de la Función Electoral de Ecuador. La ley fue promulgada mediante su publicación en el Registro Oficial en el suplemento 578 del 27 de abril de 2009; sin embargo, debido a una disposición final del propio cuerpo legal, la entrada en vigencia del Código de la Democracia inició luego de la publicación de los resultados oficiales de las elecciones generales del 26 de abril del mismo año.
El Código de la Democracia es producto de la transformación en el ordenamiento jurídico que supuso la implementación de la Constitución de 2008, el cual ordena en sus disposiciones transitorias que la Asamblea Nacional legisle sobre el sistema electoral. El denominado Congresillo aprobó a finales de 2008 en dos debates el texto preliminar de la Ley Electoral, el mismo que fue remitido al presidente de la República que contestó con una objeción parcial, la misma que fue atendida y aprobada por el órgano legislativo el 9 de abril de 2009.

## Proceso formativo de la ley
El 20 de octubre de 2008 entró en vigencia la denominada Constitución de Montecristi, luego de que ésta fuese aprobada en el referéndum del 28 de septiembre con el 63,93% de los votos válidos. La Asamblea Constituyente, durante un período de transición, se transformó en el órgano legislativo que sustituyó al antiguo H. Congreso Nacional, la Comisión Legislativa transitoria, hasta la designación del primer período legislativo oficial de la  Asamblea Nacional, por lo que se le denominó como «Congresillo». Las disposiciones transitorias de la Constitución de Montecristi dispuso de un tiempo perentorio para que la Función Legislativa redacte, discuta y apruebe leyes en diversos temas de vital importancia, entre ellos, la reglamentación de la nueva Función Electoral. Los asambleístas del Congresillo conformaron 10 comisiones especializadas; recayendo el proyecto de ley en tema electoral en la Comisión de Reforma del Estado y Gestión Pública, la cual mantuvo reuniones con directivos del Consejo Nacional Electoral y del Tribunal Contencioso Electoral para desarrollar el texto de la norma legal.
El proyecto de la otrora denominada Ley Electoral o Ley de Elecciones concluyó el 2008 aún sin informe preliminar por parte de la Comisión de Gestión Pública.

## Reformas
La Ley Orgánica Electoral, debido su la naturaleza muy ligada con los cambios políticos, ha sufrido varias reformas desde su promulgación el 27 de abril de 2009. Los cambios en el texto normativo se han desarrollado mediante otras leyes reformatorias o resoluciones del Consejo Nacional Electoral:
- Ley n.º 1, publicada en Registro Oficial Suplemento 352 del 30 de diciembre de 2010
- Ley n.º 0, publicada en Registro Oficial 445 del 11 de mayo de 2011
- Ley n.º 00, publicada en Registro Oficial Suplemento 634 del 6 de febrero de 2012
- Ley n.º 00, publicada en Registro Oficial Suplemento 166 del 21 de enero de 2014
- Ley n.º 0, publicada en Registro Oficial Suplemento 75 del 8 de septiembre de 2017
- Resolución del Consejo Nacional Electoral n.º 1, publicada en Registro Oficial Suplemento 180 del 14 de febrero de 2018
- Ley n.º 0, publicada en Registro Oficial Suplemento 207 del 23 de marzo de 2018
- Ley n.º 0, publicada en Registro Oficial Suplemento 134 del 3 de febrero del 2020. Principales reformas:
  - Cuota juvenil: una proporción de candidatos en listas pluripersonales debe tener 29 años o menos.
  - Paridad vertical: deben encabezar listas tanto hombres como mujeres.
  - Licencia obligatoria para candidatos que son autoridad en funciones.
  - Devolución de financiamiento electoral si en dos elecciones continuas no superan cierto umbral de apoyo electoral.